# Pere Aznar i Seseres
Pere Aznar i Seseres (Roses, Alt Empordà, 14 d'agost de 1907 - Santiago de Xile, 14 de juliol de 1999) fou un polític català, diputat a les Corts Espanyoles durant la Segona República.

## Biografia
Fill de Vicenç Aznar Grau, d’ofici mecànic, natural de València, i de la rosinca Francesca Seseras i Coll. Començà a treballar com a dependent de comerç. i es casà amb Dolors Piera amb qui va tenir dues filles. El 1933 organitzà al si del CADCI el corrent Minoria d'Oposició Mercantil (MOM). L'any 1934 fundà el Partit Català Proletari (PCP) amb Jaume Compte. Restà afiliat al CADCI i al Partit Català Proletari (PCP). Després del fets del sis d'octubre de 1934 substituí Jaume Compte i Canelles com a secretari general del partit i del sindicat, i dirigí la revista Catalunya Insurgent. El 1936 es convertí en president del CADCI. A les eleccions generals espanyoles de 1936 fou elegit diputat pel Front d'Esquerres.
Participà activament, des del CADCI, en la victòria contra l'aixecament militar a Barcelona de 19 de juliol de 1936. Alhora, amb el PCP s'incorporà al Partit Socialista Unificat de Catalunya (PSUC). El 1938 va esdevenir director general de Treball i Assistència Social. Després de la victòria franquista en la guerra civil espanyola, marxà a Santiago de Xile. Vers el 1945 deixà el PSUC per participar en l'efímer Partit Socialista Català (PSC) fundat a Mèxic. A l'exili fou animador del Centre Català de Santiago de Xile, fundador de l'associació Amics de Catalunya, i director de la revista Retorn. Tot i mantenir la seva catalanitat i la de la seva família, no fou aliè a les dificultats patides a Xile des del cop d'estat d'Augusto Pinochet el 1973. El 1977 fou nomenat President d'Honor del CADCI.